# PartyNextDoor

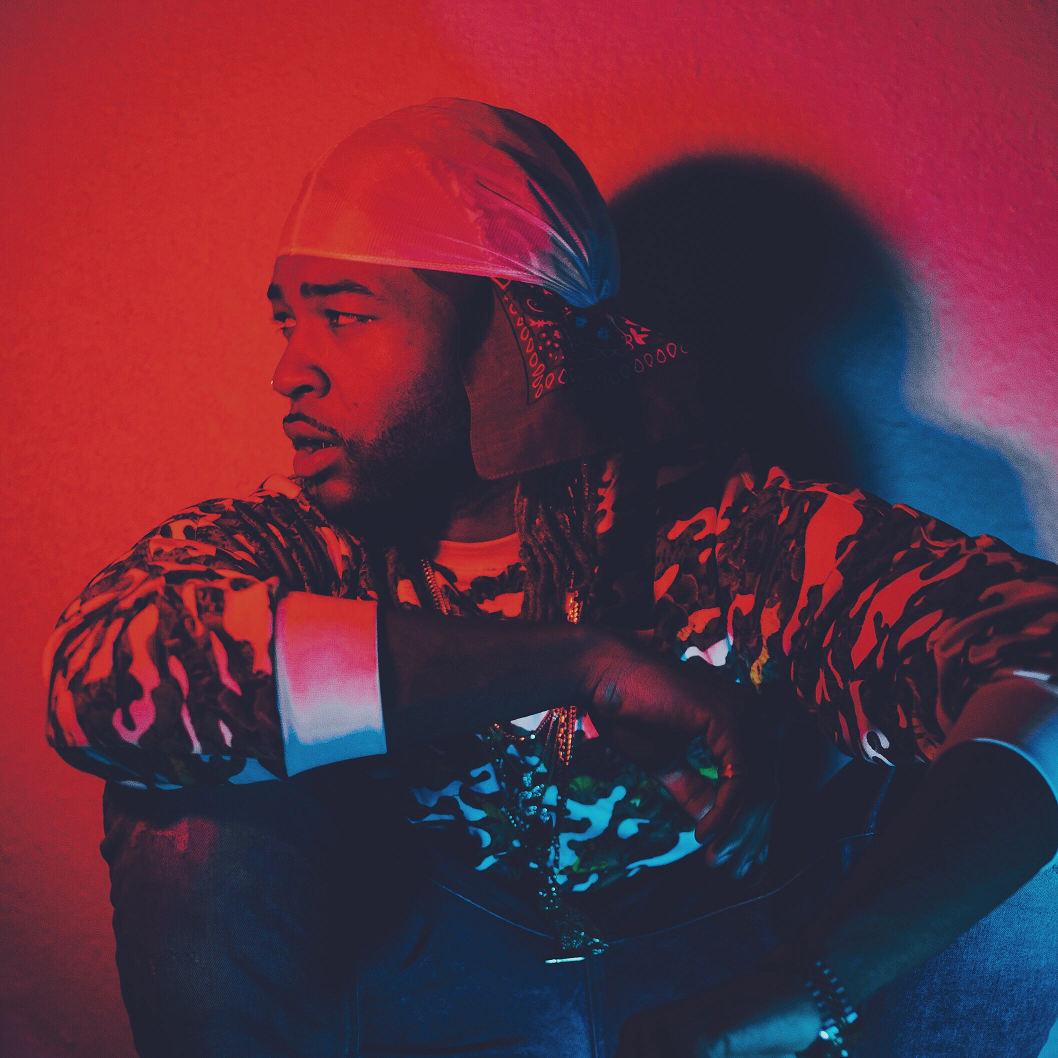
PartyNextDoor (2016)

Jahron Anthony Brathwaite (* 3. Juli 1993 in Mississauga, Ontario), bekannt als PartyNextDoor, ist ein kanadischer R&B-Sänger und Produzent.

## Karriere
Brathwaite wurde in Mississauga geboren und ist im benachbarten Toronto zuhause. Bereits in der Kindheit war Brathwaite musikalisch aktiv. Seine Mutter, die ursprünglich aus Jamaika stammt, war Mitglied eines Kirchenchors, in dem Brathwaite regelmäßig mitsang. Durch seinen Vater konnte er gute Kontakte mit anderen R&B-Künstlern pflegen. Im Alter von 17 Jahren verließ er Toronto, um in Los Angeles Musiker zu werden.
Dort lernte er den ebenfalls aus Toronto stammenden Rapper Drake kennen, der sein großer Förderer wurde. Als Drake sein Label OVO Sound gründete, nahm er als ersten Brathwaite alias PartyNextDoor unter Vertrag. Im Juli 2013 veröffentlichte er dort seine Debüt-EP mit dem Künstlernamen als Titel und schaffte damit sogar den Einstieg in die R&B/Hip-Hop-Charts in den Vereinigten Staaten. Der Song Recognize aus der EP, bei dem Drake als Gast mitwirkte, wurde ebenfalls ein R&B-Hit und verkaufte sich in USA über eine Million Mal (Platinstatus).
Im Jahr darauf folgte das erste Album mit dem Titel PartyNextDoor Two. Es stieg sofort auf Platz 1 der US-R&B-Charts ein und brachte ihm mit Platz 15 die erste Platzierung in den offiziellen US-Charts. Auch in Kanada und Großbritannien platzierte sich das Album. Ende des Jahres folgte die weniger erfolgreiche EP PNDColours. 2015 war Brathwaite am Nummer-eins-Album If You’re Reading This It’s Too Late von Drake beteiligt, und zwar nicht nur als Produzent und Songwriter, sondern bei zwei Songs als Gastsänger. Mit Preach erreichten sie zusammen in USA und Großbritannien die offiziellen Charts.
Drake revanchierte sich 2016 bei der Single Come and See Me, die für PartyNextDoor der erste eigene Singlehit in den US-Charts wurde und eine Goldauszeichnung bekam. Sie war die Vorabsingle zum Album PartyNextDoor 3, wegen des Albumcoveraufdrucks auch als PX3 bekannt, das Anfang August erschien. Es übertraf mit Top-5-Platzierungen in Kanada und den USA nicht nur den Vorgänger, es war auch über den englischsprachigen Raum hinaus erfolgreich und erreichte unter anderem Platz 36 in der Schweiz.
Come and See Me wurde bei den Grammy Awards 2017 als bester R&B-Song des Jahres nominiert. Seine zweite Nominierung in diesem Jahr bekam Brathwaite als Mitproduzent des Drake-Albums in der Kategorie Album des Jahres. Neben der Zusammenarbeit mit Drake arbeitet er auch für andere Musiker, so war er einer der Autoren von Rihannas Nummer-eins-Hit Work.

## Diskografie
Studioalben

| Jahr | Titel Musiklabel                    | Höchstplatzierung, Gesamtwochen, AuszeichnungChartplatzierungen (Jahr, Titel, Musiklabel, Platzierungen, Wochen, Auszeichnungen, Anmerkungen) | Höchstplatzierung, Gesamtwochen, AuszeichnungChartplatzierungen (Jahr, Titel, Musiklabel, Platzierungen, Wochen, Auszeichnungen, Anmerkungen) | Höchstplatzierung, Gesamtwochen, AuszeichnungChartplatzierungen (Jahr, Titel, Musiklabel, Platzierungen, Wochen, Auszeichnungen, Anmerkungen) | Höchstplatzierung, Gesamtwochen, AuszeichnungChartplatzierungen (Jahr, Titel, Musiklabel, Platzierungen, Wochen, Auszeichnungen, Anmerkungen) | Höchstplatzierung, Gesamtwochen, AuszeichnungChartplatzierungen (Jahr, Titel, Musiklabel, Platzierungen, Wochen, Auszeichnungen, Anmerkungen) | Höchstplatzierung, Gesamtwochen, AuszeichnungChartplatzierungen (Jahr, Titel, Musiklabel, Platzierungen, Wochen, Auszeichnungen, Anmerkungen) | Höchstplatzierung, Gesamtwochen, AuszeichnungChartplatzierungen (Jahr, Titel, Musiklabel, Platzierungen, Wochen, Auszeichnungen, Anmerkungen) | Anmerkungen                                               |
| Jahr | Titel Musiklabel                    | DE | AT | CH | UK | US | R&B | CA | Anmerkungen                                               |
| ---- | ----------------------------------- | --- | --- | --- | --- | --- | --- | --- | --------------------------------------------------------- |
| 2014 | PartyNextDoor Two OVO Sound         | — | — | — | UK66 (1 Wo.)UK | US15 Gold · (3 Wo.)US | R&B1 (17 Wo.)R&B | CA— GoldCA | Erstveröffentlichung: 29. Juli 2014 Verkäufe: + 510.000   |
| 2016 | PartyNextDoor 3 (PX3) OVO Sound     | — | — | CH36 (1 Wo.)CH | UK11 (2 Wo.)UK | US3 Gold · (32 Wo.)US | R&B1 (14 Wo.)R&B | CA— PlatinCA | Erstveröffentlichung: 12. August 2016 Verkäufe: + 587.500 |
| 2020 | Partymobile OVO Sound               | DE56 (1 Wo.)DE | AT38 (1 Wo.)AT | CH19 (1 Wo.)CH | UK7 (3 Wo.)UK | US8 Gold · (14 Wo.)US | R&B4 (5 Wo.)R&B | CA— PlatinCA | Erstveröffentlichung: 27. März 2020 Verkäufe: + 587.500   |
| 2024 | PartyNextDoor 4 OVO Sound           | — | — | CH14 (1 Wo.)CH | UK26 (2 Wo.)UK | US10 (… Wo.)US | R&B4 (12 Wo.)R&B | CA— GoldCA | Erstveröffentlichung: 26. April 2024 Verkäufe: + 40.000   |
| 2025 | Some Sexy Songs 4 U OVO Sound (UMG) | DE31 (… Wo.)DE | AT9 (… Wo.)AT | CH3 (… Wo.)CH | UK3 (… Wo.)UK | US1 (… Wo.)US | R&B1 (… Wo.)R&B | — | Erstveröffentlichung: 14. Februar 2025 mit Drake          |